# プレミアムナイト
『プレミアムナイト』は、テレビ宮崎が編成していた深夜番組レーベルである。この枠名は、EPGとテレビ宮崎公式サイト内の番組表のみで使われていた。

## 概要
以前は枠無しで全国ネット番組の遅れネットを行っていたが、2012年4月から『プレミアムナイト』と枠付けして放送するようになった。
現在はレーベルが消滅したが、番組のネットは継続している（下記を参考のこと）。

## 放送番組
ゴールデンタイムの番組や『NEWS ZERO』拡大版などで、時間が繰り下がるときがあった。木曜日には『木曜ミステリーシアター』（読売テレビ製作）が『プラチナイト』よりも20分早く終わるため、通常よりも20分早く始まっていた。
| 基本放送時間  | 月曜日                   | 火曜日                | 水曜日      |
| ------------- | ------------------------ | --------------------- | ----------- |
| 24:53 - 25:23 | HEY!HEY!HEY! MUSIC CHAMP | 爆笑 大日本アカン警察 | キカナイトF |
| 25:23 - 25:53 | HEY!HEY!HEY! MUSIC CHAMP | 爆笑 大日本アカン警察 | キャサリン  |

| 基本放送時間  | 木曜日    |
| ------------- | --------- |
| 24:38 - 25:38 | SMAP×SMAP |

※水曜日の『キャサリン』と木曜日の『SMAP×SMAP』以外はフジテレビ製作。『キャサリン』は関西テレビ製作。『SMAP×SMAP』は、関西テレビとフジテレビの共同製作。

## レーベル消滅後の基本番組
2014年4月現在。
| 基本放送時間  | 月曜日                       | 火曜日                   | 水曜日                  | 木曜日    |
| ------------- | ---------------------------- | ------------------------ | ----------------------- | --------- |
| 24:54 - 25:24 | 有吉弘行のダレトク!?         | 中居正広のミになる図書館 | 教訓のススメ ( - 25:52) | SMAP×SMAP |
| 25:23 - 25:54 | キスマイBUSAIKU!? ( - 25:49) | 中居正広のミになる図書館 | 教訓のススメ ( - 25:52) | SMAP×SMAP |

## 備考
番組が休止になった場合には、前回の再放送もしくは別の単発番組の放送に置き換えていた。その際には、別の番組でも『プレミアムナイト』と枠付けする場合と、そうでない場合とがあった。